# Bünsowska huset

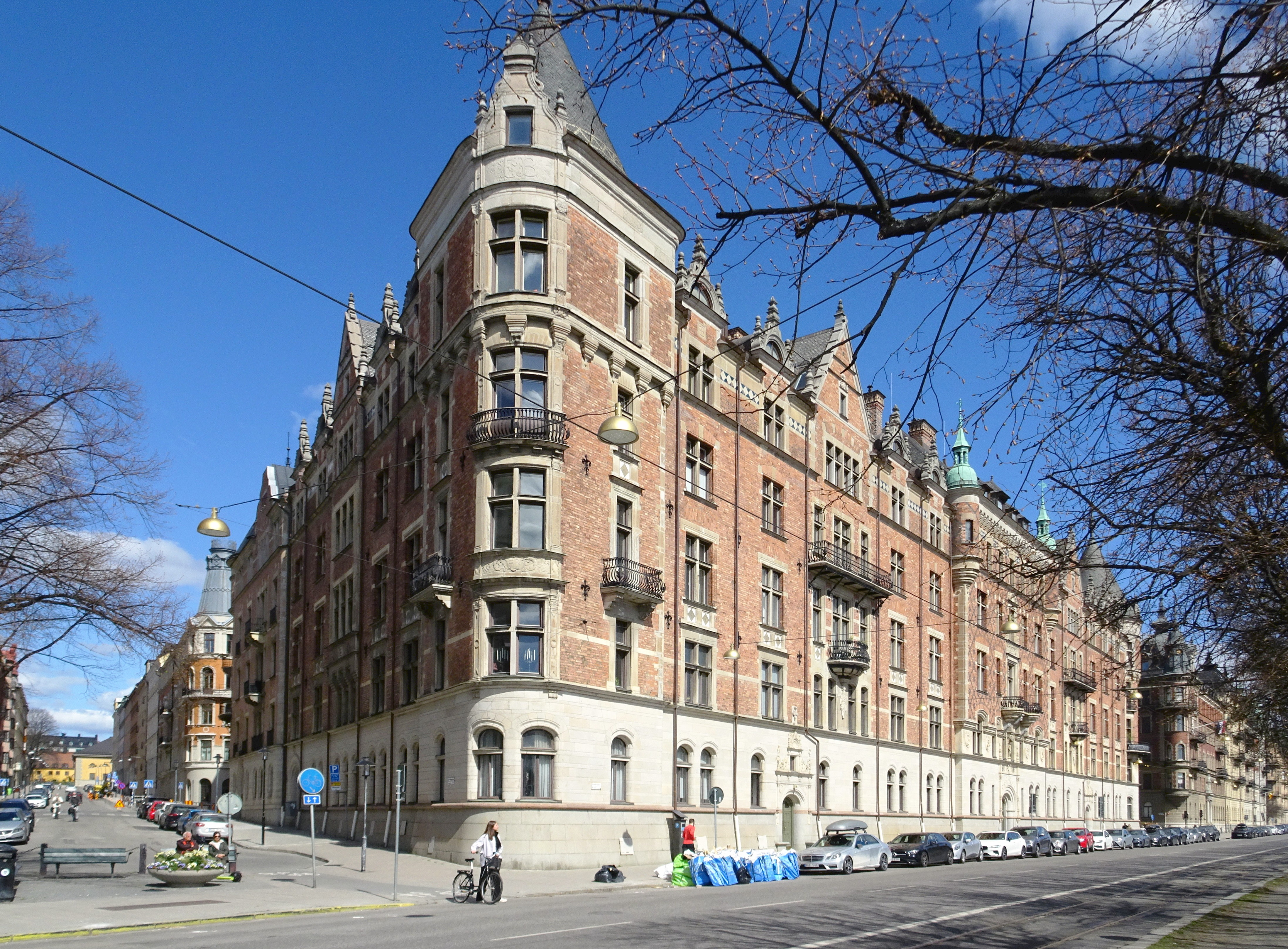
Bünsowska huset sett från Strandvägen / Grev Magnigatan i maj 2022.

Bünsowska huset (Korporalen 9) är ett exklusivt flerfamiljshus beläget på Strandvägen 29–33 på Östermalm i centrala Stockholm, uppfört 1886–1888 för träpatronen och miljonären Friedrich Bünsow efter ritningar av arkitekterna Isak Gustaf Clason (fasader) och Anders Gustaf Forsberg (planerna). Byggnadskomplexet upptar hela kvarteret Korporalen (idag motsvarande fastighet Korporalen 9) som omges av Riddargatan i norr, Grev Magnigatan i väster, Torstenssonsgatan i öster och av Strandvägen i söder. Fastigheten är blåmärkt av Stadsmuseet i Stockholm, vilket är det starkaste skyddet och innebär "att bebyggelsen bedöms ha synnerligen höga kulturhistoriska värden".

## Arkitektur och planlösning
Det är tre hyreshus som fått en gemensam kvartersfasad. Arkitekten Clasons uppdrag gällde endast fasadutformningen vilken han fått efter en vunnen arkitekttävling. Han gjorde tornen olika och fönstergrupperingen asymmetrisk. "Lite asymmetri lifvar upp", som han uttryckte det. Fasaden måste återspegla våningsplanens rumsfördelning och storlek och inte bara vara en påklistrad dekor, tyckte han. Skisserna till husets fasader tillkom under en resa bland Loiredalens renässansslott, vilket inspirerade formgivningen. 
Fasadernas materialbehandling är utförd med stor noggrannhet. Tyskt formpressat tegel är delvis lagt i mönster med svart glaserat tegel. Ljus kalksten användes i fönsteromfattningar, taklister och i bottenvåningen med sina tre portar. Utformningen var en reaktion mot 1880-talets putsfasader med tung ornamentik, pilastrar och kolonner i "fuskmaterial". Framöver skulle allt fler hus byggas med äkta fasadmaterial som tegel och natursten.
I portalen ovanför porten på Strandvägen 31 finns två porträtt i form av en medaljong av Friedrich Bünsow och hans hustru Allona. Det sägs att portarna är gjorda av det skeppsvirke som hittades på byggplatsen. I huset installerades några av Stockholms första hissar. Byggnaden hade även från början elektricitet samt i lägenheterna badrum och vattentoaletter.

### Fasaddetaljer

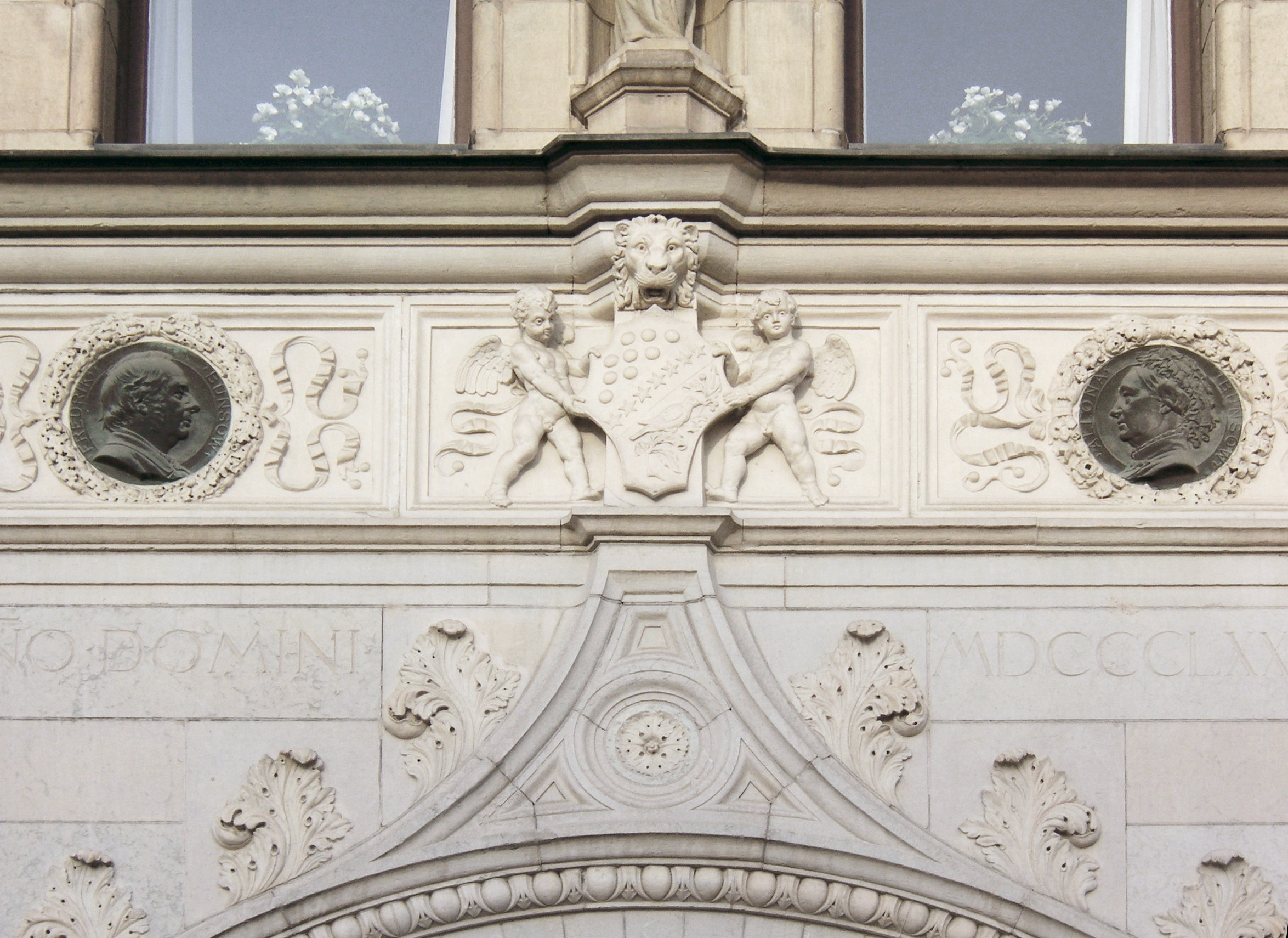
Friedrich Bünsow och hustrun Allona över huvudentrén.
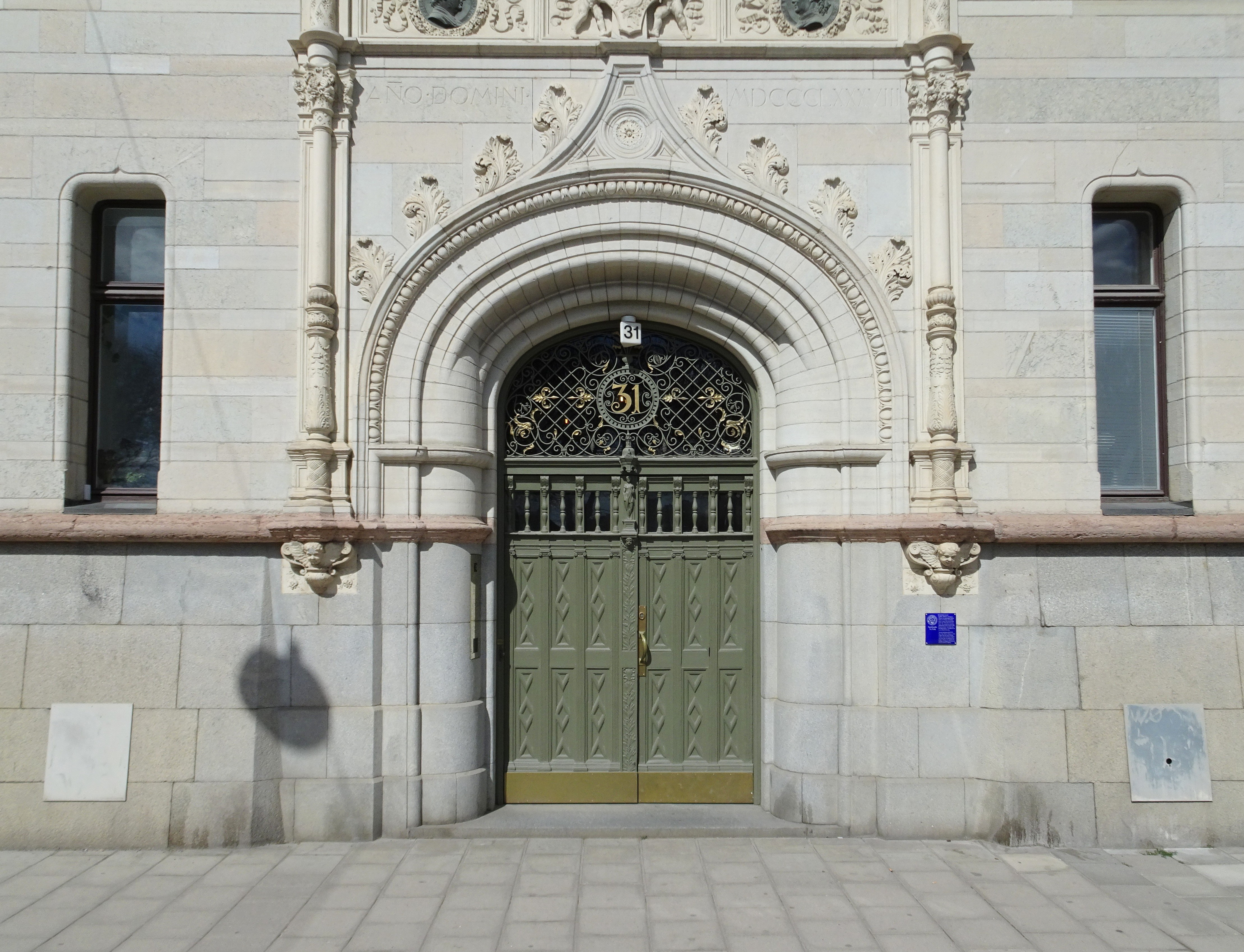
Huvudentrén.
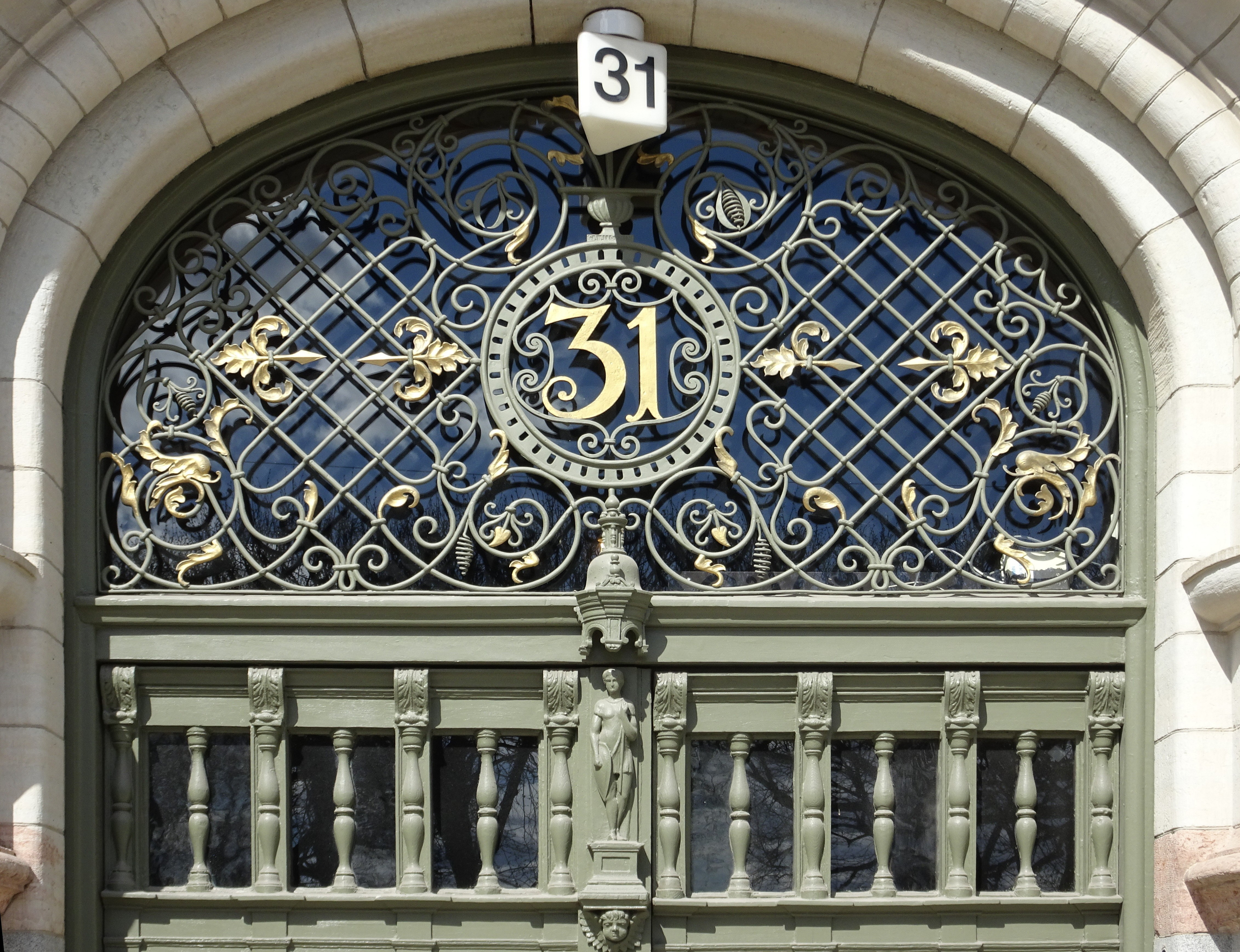
Huvudentréns överljus.
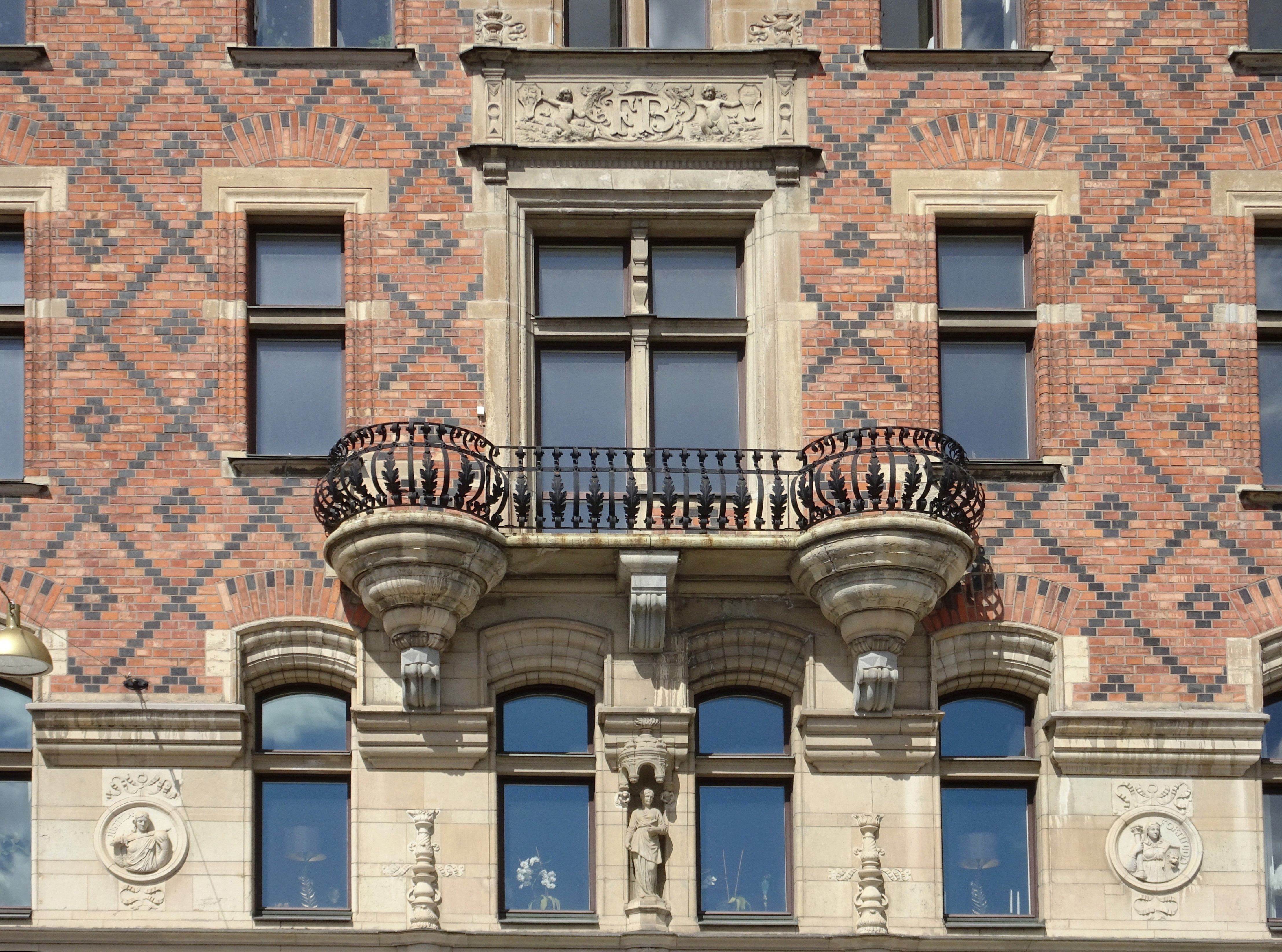
Fasaden, lägg märkte till Friedrich Bünsows initialer "FB" över balkongfönstret.

Våningsplanerna är ritade av arkitekt Anders Gustaf Forsberg. De präglas av extremt stora paradvåningar med salong, herrum, matsal, kök, badrum, sovrum, serveringsrum, rum för hushållspersonalen (domestikrum) och rum för kusken på bakgården samt särskilda kökstrappor (en för varje lägenhet) för kökspersonalen. Salongen var bostadens viktigaste och centrala rum. Den placerade arkitekten i båda hörnrum och i mitten av varje rumsfil mot Strandvägen. Rummen känns igen på att de har balkong.  
I den ursprungliga planlösningen för Strandvägen 29–33 upptas hela våningsplanen av bara fem lägenheter av varierande storlek som nås via tre huvudtrappor, samtliga utrustade med hiss. Andra nymodigheter var vattenklosetter och elektrisk belysning.
Byggmästare var Håkan Larsson som även uppförde Nordiska museet. Troligen kom kontakten via ingenjören Claes Gustaf Norström som var Bünsows svärson och en av Clasons medarbetare. 1891–1908 fungerade han som arbetsledare och byggnadschef vid bygget för det av Clason ritade Nordiska museet. Norström kom även att äga fastigheten vid Strandvägen 29–33 efter Bünsows bortgång.

### Planer och fasad
| Till vänster planritningar från tiden kring 1890 och till höger fasadvy från Södra Djurgården år 2007. |  | Till vänster planritningar från tiden kring 1890 och till höger fasadvy från Södra Djurgården år 2007. |
| Till vänster planritningar från tiden kring 1890 och till höger fasadvy från Södra Djurgården år 2007. |  | |

### Interiör
De nya bostadshusen längs med Strandvägen blev omskrivna och beundrade för sin höga standard. Bünsowska huset kan tas som representativ exempel. Den fasta dekoren på väggar och tak i husets bostadsrum som byggherren tillhandahöll var mycket exklusiva. Varje rum gestaltades med särskild dekor anpassad till rummens funktion. I herrummen dominerade morisk stil, hörnrummen (avsedda som förmak) dekorerades i italiensk senrenässans och matsalarna var hållna i något tidigare italiensk renässans. Säng- och barnkamrar hölls ljusa och luftiga med något enklare utsmyckningar. Arkitekt Clasons medhjälpare, arkitekt Agi Lindegren, skrev bland annat: ”det är Louis XIV-tidevarvets stil som i all sin utsvävande lyx är använd här. Den rika förgyllningen och den yppiga rokoko-ornamentiken bländar ögat…”
Den av hyresgästerna valda inredningsstilen med möbler, textiler och prydnadsföremål var inte mindre utsvävande och betraktas idag som murrig, brokig och tung. Det skulle vara dubbla mattor och gardiner samt draperier mellan rummen, allt i mörka färger och gärna med fransar, tofsar och broderier. På de få omöblerade platserna placerades prydnadsbord eller stora krukväxter, ofta palmer eller fikus. Exempel härpå kan illustreras med interiören i greve Reinhold von Rosens hem som låg fyra trappor upp i Strandvägen 29 och den Bünsowska våningen på Strandvägen 33.

Reinhold von Rosens hem
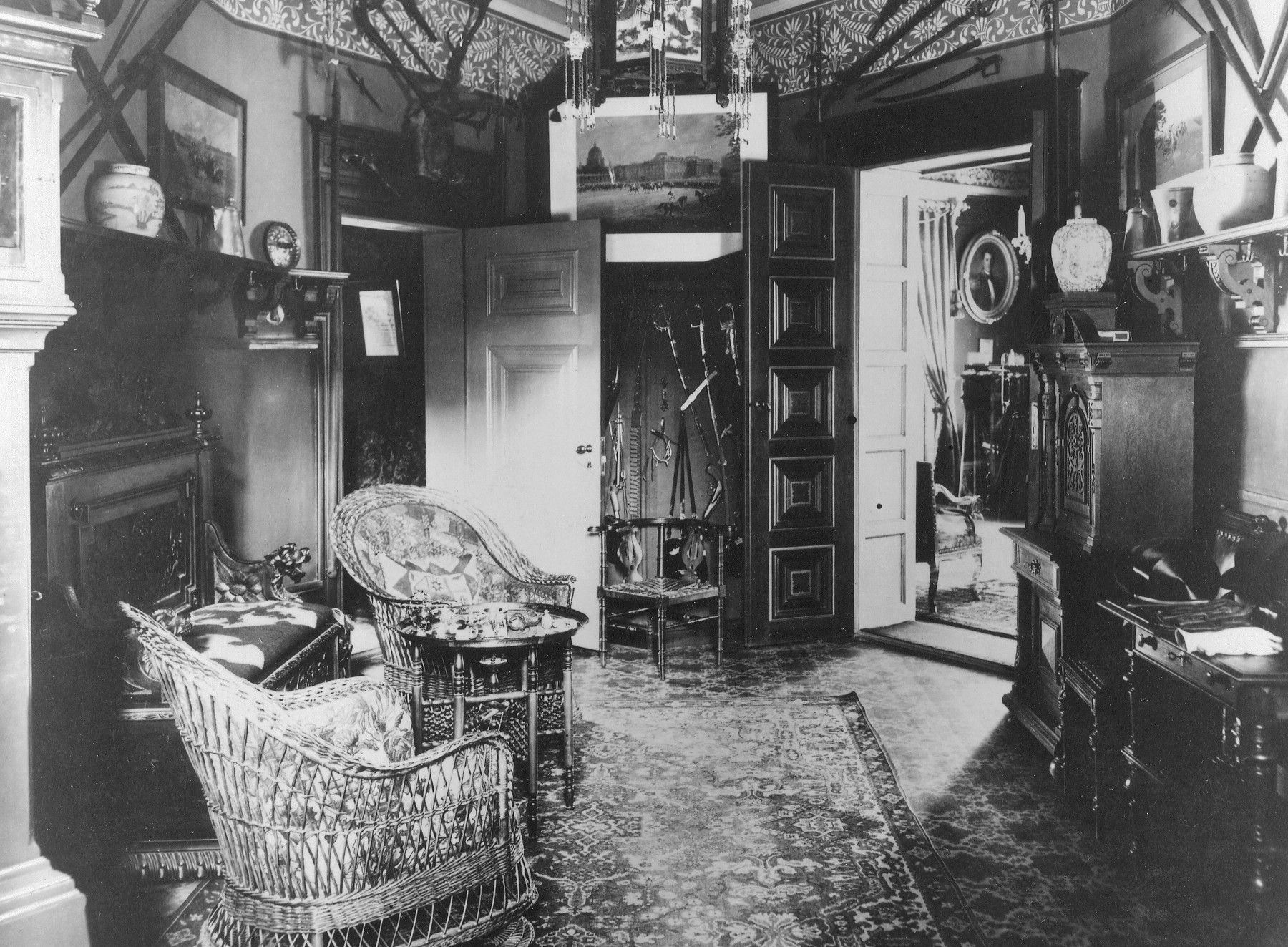
Tamburen.
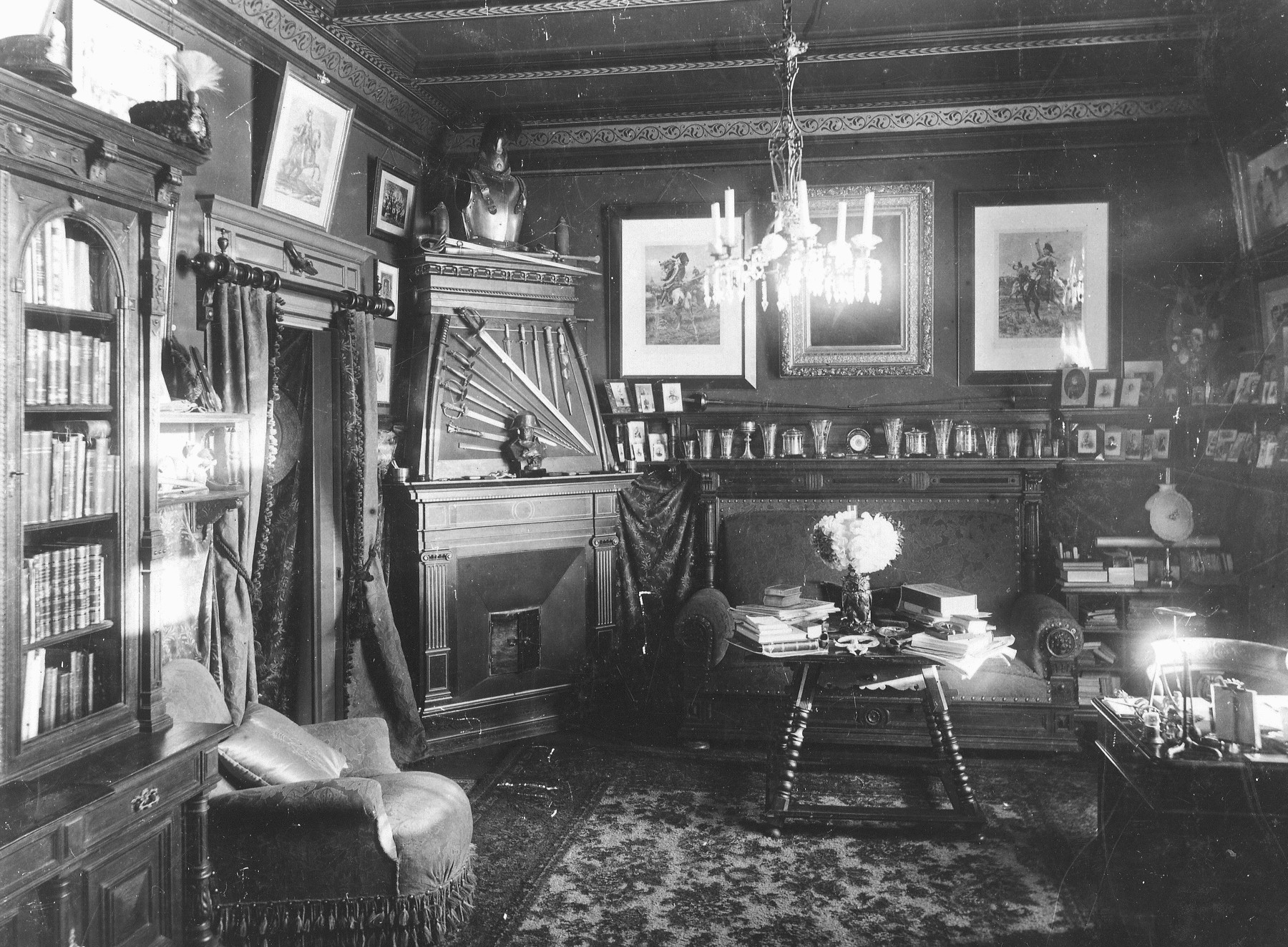
Skrivrummet.
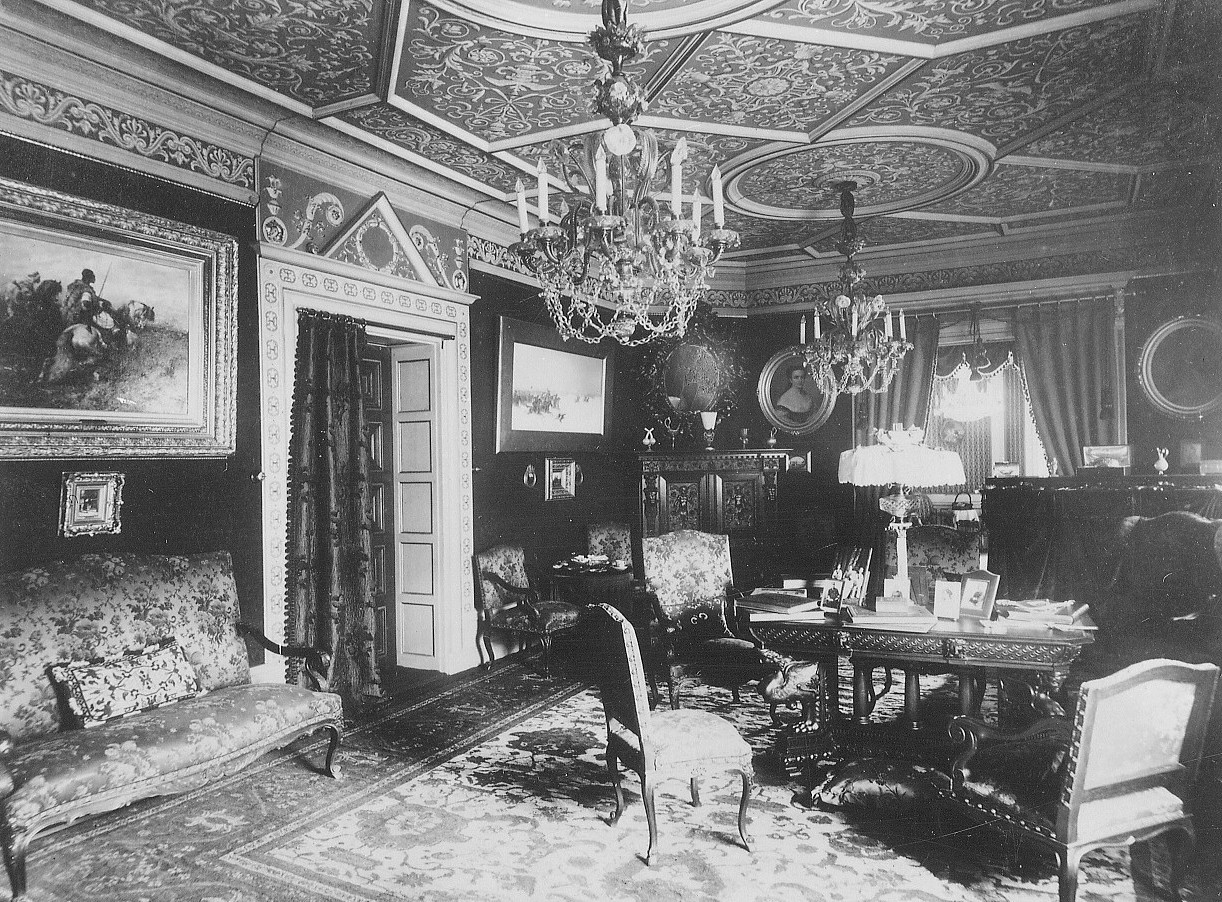
Salongen.
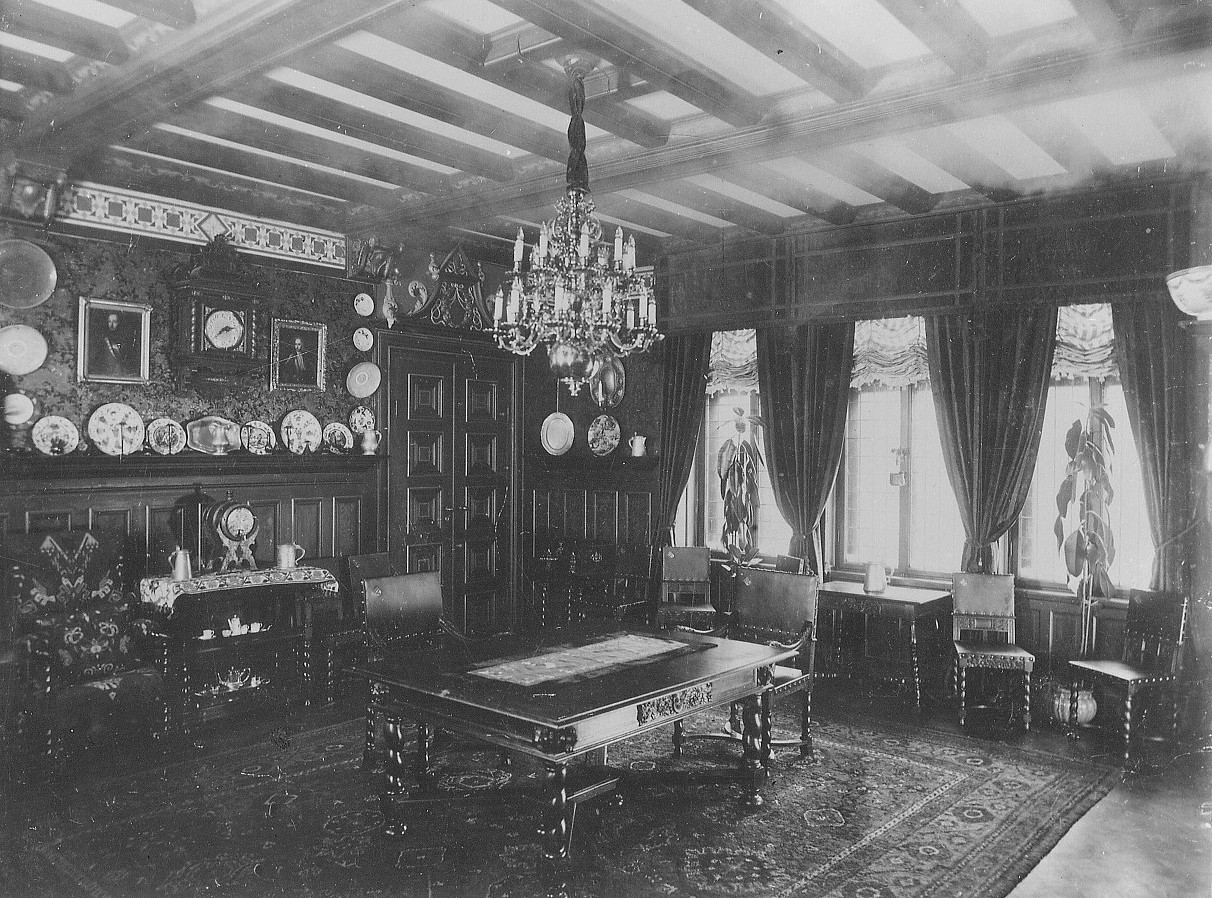
Matsalen.

Fredrik Bünsows hem
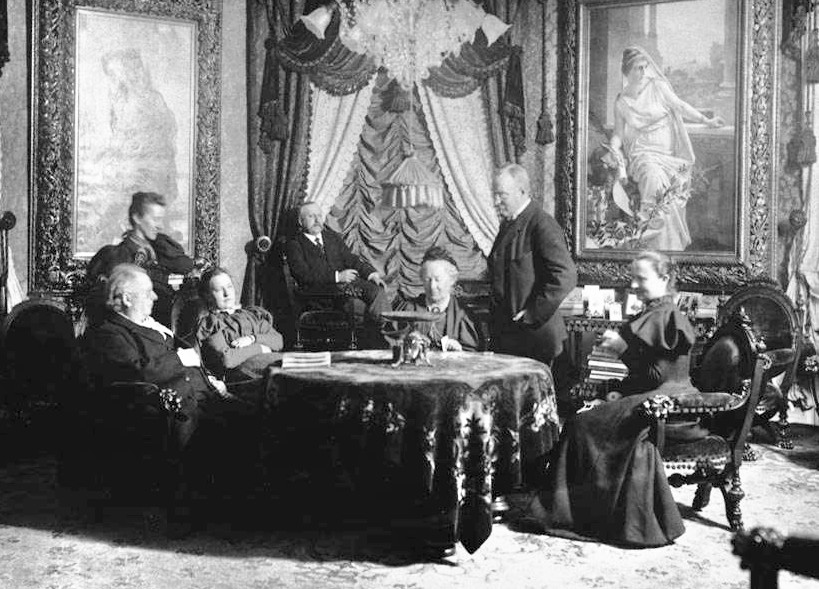
Familjen Bünsow i salen, Fredrik Bünsow längst till vänster.
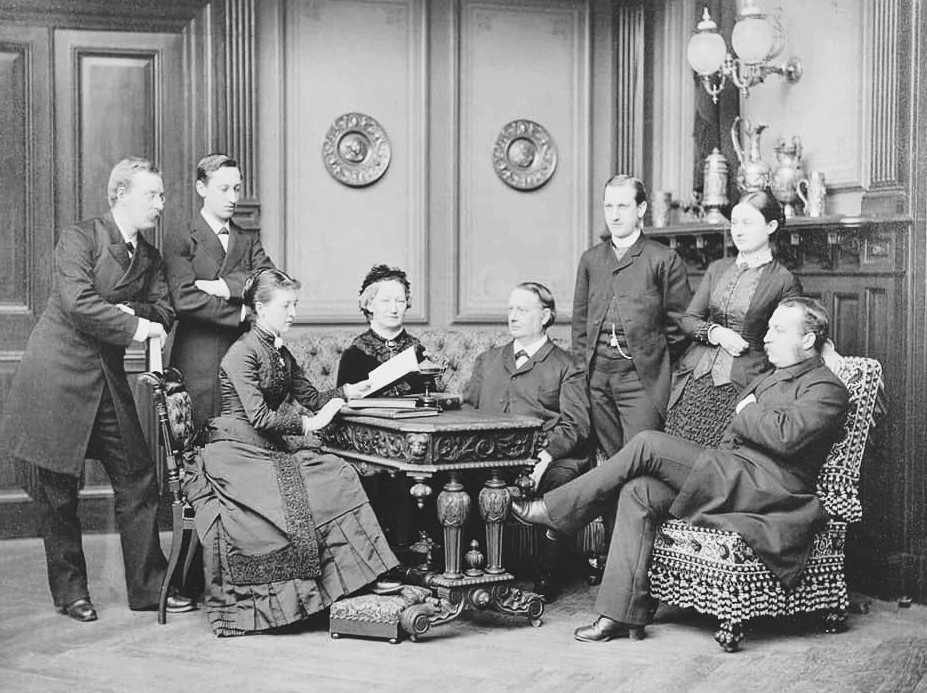
Familjen Bünsow med Fredrik Bünsow längst till höger.
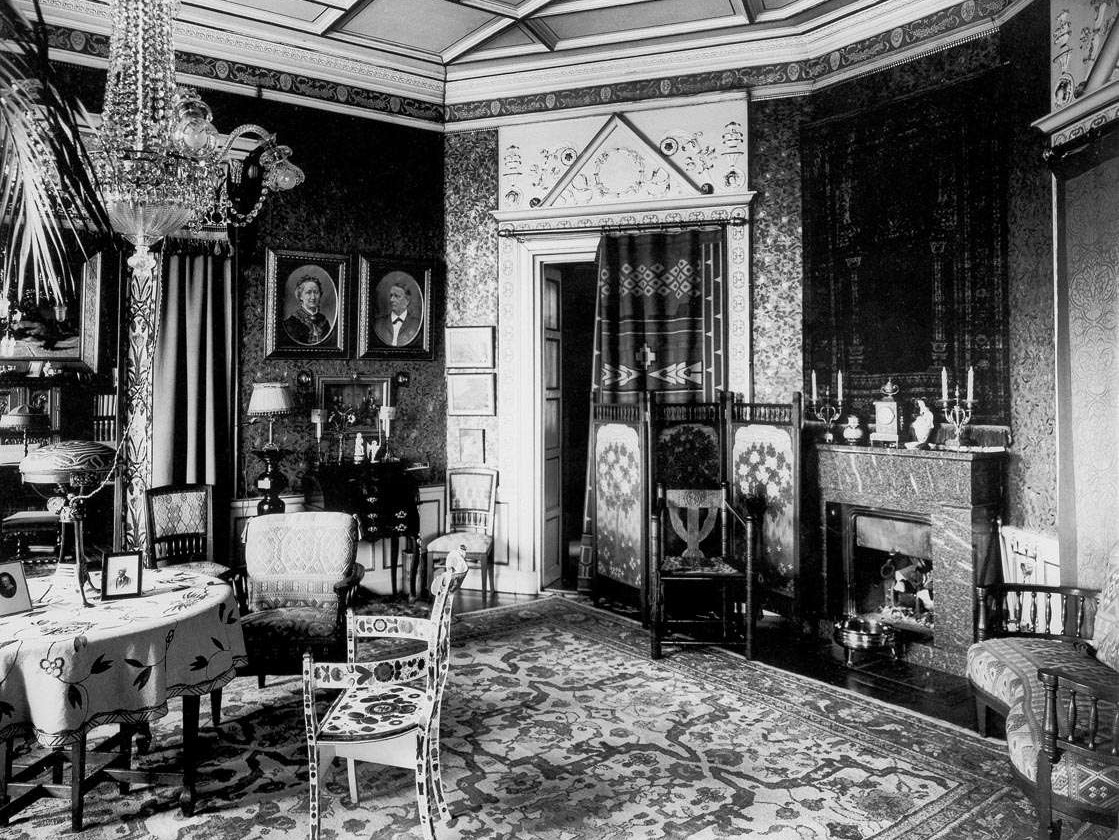
Salongen.
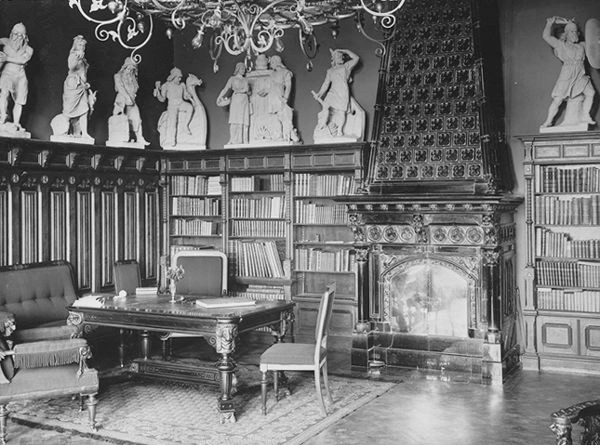
Herrummet.

## Byggnaden i litteraturen
Hjalmar Söderberg låter i sin bok Förvillelser huvudpersonen Tomas beskriva huset som en riddardikt i sten: 
Solen glödde skarpt på det Bünsowska huset, en trotsig och lysande riddardikt i sten. Tomas
kunde aldrig upphöra att beundra dessa murytor från i går, som mästaren genom några oregelbundna
och knappast märkbara skiftningar i teglets färg lyckats giva en prägel av att ha trotsat
århundradens storm och blåst.

## Kopian i Helsingfors

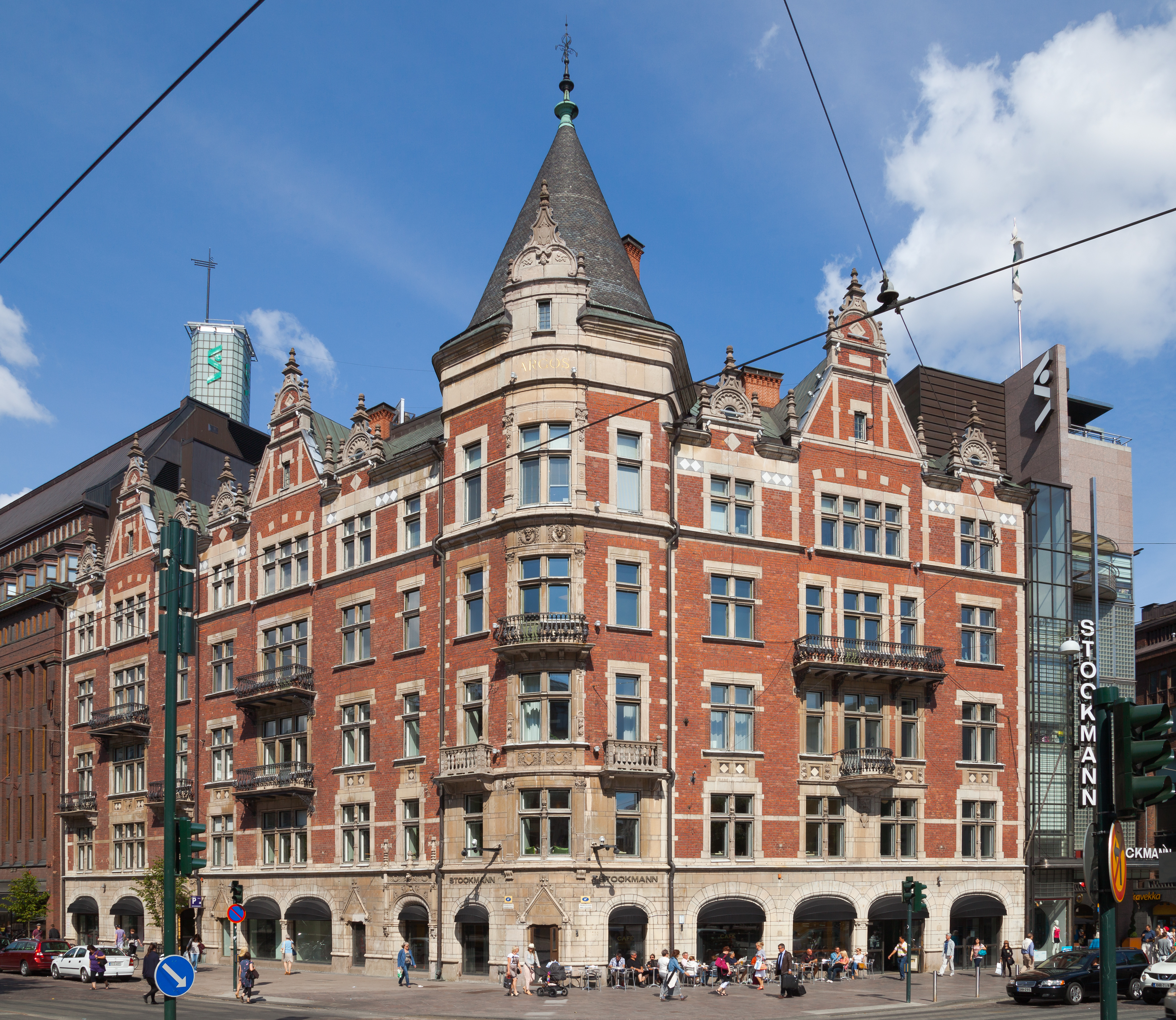
Argos hus i Helsingfors.

Vid hörnet av Mannerheimvägen och Norra Esplanaden i centrala Helsingfors reser sig Argoshuset, en närmast perfekt kopia av Bünsowska husets östra del. Huset byggdes av bolaget Argos 1897, och för ritningarna svarade den svenske arkitekten John Settergren på firman Grahn, Hedman & Wasastjerna. Settergren hade året dessförinnan flyttat till Finland efter tjänst på Isak Gustaf Clason kontor. Han lånade motiv och stil från huset på Strandvägen.
Argos hus i Helsingfors har ofta kallats även Wulffs hörn (finska: Wulffin kulma), eftersom Wulffs pappershandel fanns i byggnadens bottenvåning år 1897–1965.
Av det ursprungliga Argos hus finns numera endast fasaderna kvar. Husets inre delar revs och byggdes helt och hållet på nytt vid slutet av 1980-talet, då byggnaden förvandlades till en del av Stockmanns utvidgade varuhus.

## Referenser

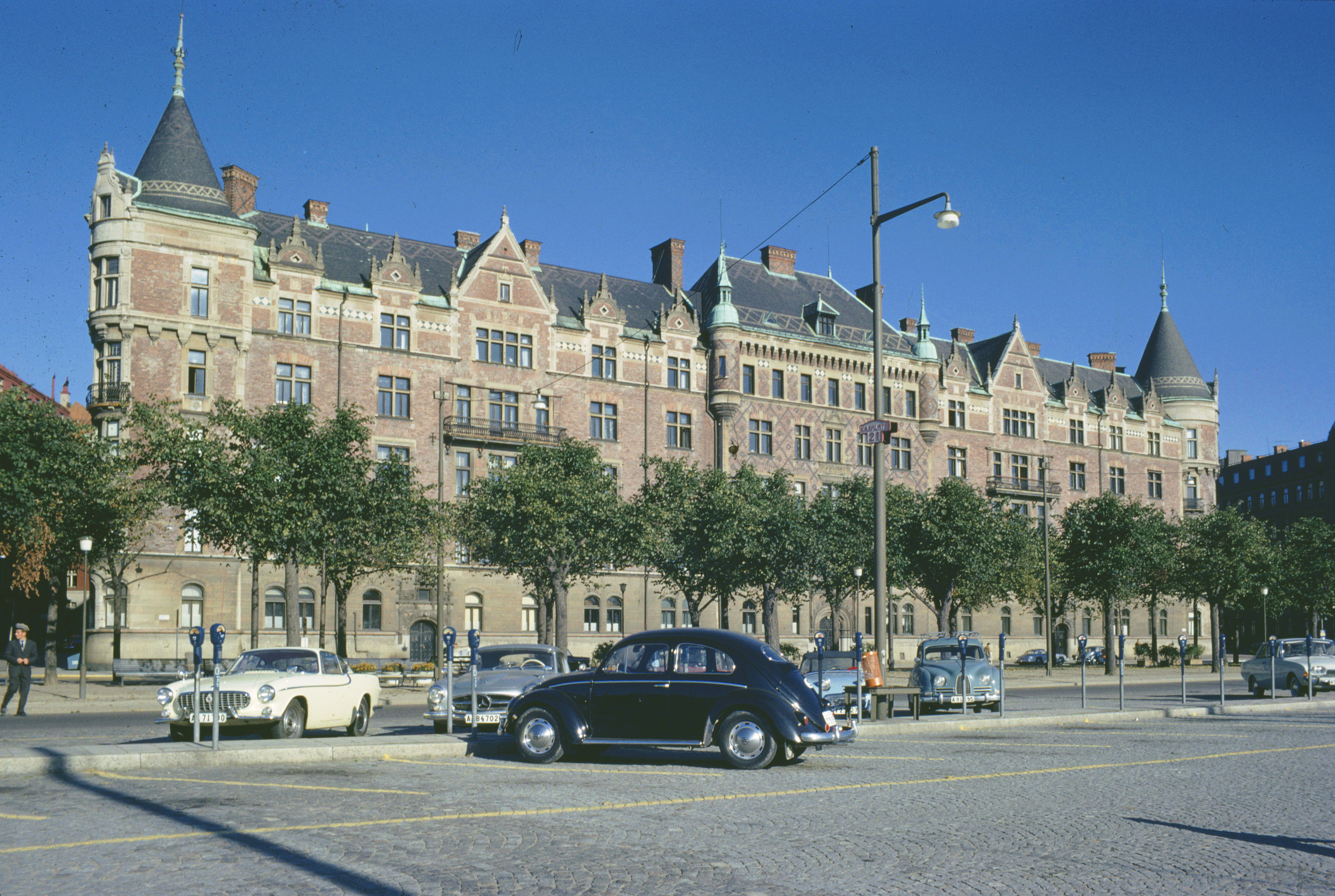
Bünsowska huset, 1962.

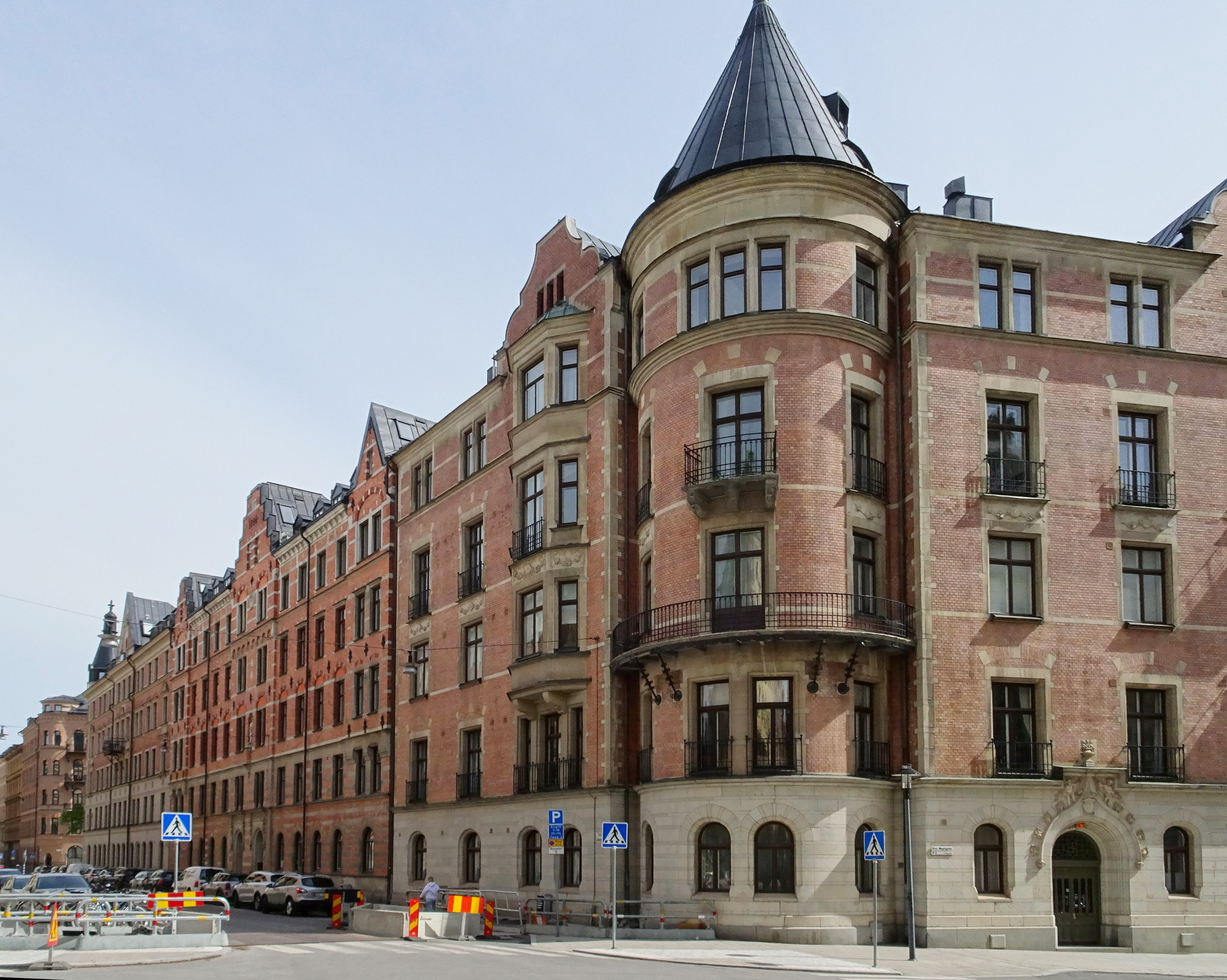
Bünsowska huset, fasad mot Riddargatan, maj 2022.